# Виленский центральный архив древних актов
Виленский центральный архив древних актов (Центральный архив древних актовых книг Виленской, Гродненской, Ковенской и Минской губерний) ― учреждение для сбора и хранения документов периода Великого княжества Литовского на территории Виленской, Гродненской, Ковенской и Минской губерний.

## Создание Виленского архива
Архив основан в Вильно в 1852 году личным Императорским указом Николая I. Существовал в период с 1852 по 1915 год. Находился в ведении Министерства народного просвещения, возглавляли архив Никита Иванович Горбачевский, а с 1879 года Иван Яковлевич Спрогис.

## Документы Виленского архива
Среди документов — судебные акты Главного литовского трибунала, магистратов, гродских и земских судов, инвентари, акты ревизий. Часть документов опубликована в Актах Виленской археографической комиссии, Археографическом сборнике документов и др. В 1872 издан каталог актовых книг архива. За три последующих десятилетия после основания, в него были свезены сохранившиеся документы различных институций Великого княжества Литовского. Насчитывал 17 767 Актовых книг (1863). В 1887 в архив переданы документы из Люблинской губернии (4822 связки), в 1903—1906 — из упразднённого Витебского центрального архива древних актов.

## Судьба Виленского архива
Перед Первой мировой войной архив был одним из крупнейших в восточной Европе, практически сравнявшись по уровню с Варшавским архивом древних актов и книг. Во время Первой мировой войны приостановил деятельность. За время войны большая часть фондов архива была эвакуирована в Россию. Положение осложнилось политической ситуаций после окончания войны, когда образовались самостоятельные республики — Польша и Литва. Согласно мирному договору с Россией, часть документов была возвращена в Вильно и Варшаву.
После начала Второй мировой войны, согласно Пакту Молотова — Риббентропа, Литва оказалась в составе Советского Союза, и с приходом Красной армии начался вывоз исторических документов из Вильнюса. Многие документы Виленского архива древних актов (около 1,3 млн. дел) были перевезены в Минск. Вывоз документов приостановился начавшимся вторжением немецких войск. За время нацистской оккупации часть документов (более 20 вагонов) была возвращена обратно.
После окончания Второй мировой войны вывоз документов из фондов архива древних актов был продолжен. Оставшиеся документы хранились в Центральном государственном архиве, теперь уже Литовской ССР. Решением Совета Министров Литовской ССР от 24 августа 1956 года оставшиеся документы архива Древних актов и другие, охватывающие период создания от древнейших до 1914 года (фонды, относившиеся к ВКЛ, периоду нахождения Литвы в составе Российской Империи и оккупации Литвы кайзеровской Германией) были помещены в создавшийся Центральный Государственный исторический архив Литовской ССР, теперь — Литовский государственный исторический архив. В настоящее время документы бывшего Архива древних актов хранятся в архивах Варшавы, Вильнюса, Минска и др.

## Основные издания документов архива
- Акты, издаваемые Виленскою комиссиею для разбора древних актов. Т. 1-39. ― Вильна, 1865—1915.
- Археографический сборник документов, относящихся к истории Северо-Западной Руси. — Т. 1-14. ― Вильна, 1867—1904.
- Акты Литовско-Русского государства. Вып. 1. — Т. 2. ― М., 1897—1899.
- Опись документов Виленского центрального архива древних актовых книг. — Вып. VIII. Акты Упитского гродского суда за 1584—1615 гг. ― Вильна, 1912.